# コア渓谷とシエガ・ベルデの先史時代の岩絵遺跡群
コア渓谷とシエガ・ベルデの先史時代の岩絵遺跡群（コアけいこくとシエガ・ベルデのせんしじだいのいわえいせきぐん）は、ユネスコの世界遺産リスト登録物件の一つである。
当初、ポルトガルで発見された旧石器時代の岩絵の残る野外のものとしては最大級の遺跡であるコア渓谷の先史時代の岩絵遺跡群が単独で登録され、2010年にスペインのシエガ・ベルデが拡大登録された。

## コア渓谷の岩絵群
1980年代後半に、ポルトガル北東部のヴィラ・ノヴァ・デ・フォス・コア（Vila Nova de Foz Côa）で線刻芸術が発見された。この遺跡はコア川（Côa river）流域の渓谷に位置し、1万年から2万年前の馬、牛、他の動物、人物、抽象的な図像などの数千に及ぶ線刻画から成っている。1995年からは、考古学者のチームが、この先史時代の岩絵群の研究と分類を続けており、いくつかのエリアで観光客を迎え入れるために、公園も設定された。

### 発見後の論争
コア渓谷沿いの数キロメートルにわたって広がるこの先史的遺跡群が発見された後、論争が持ち上がった。もともと、この一帯にはダムをはじめとする水力発電施設の建設が予定されており、発見もその工事に絡んだものだったからである。
もしも、発電施設が建造されて水位が上がれば、線刻画のほとんどは水没してしまう。この事実は、一般市民や関連学会が遺跡の重要性を認識するよりも前に、ポルトガル国営エネルギー会社EDPと、国立文化財研究所(IPPAR)が認識していた。
EDP と IPPAR の合意のもとで遺跡の研究をしていた考古学者のネルソン・ラバダは、報道機関や、ユネスコのような先史的芸術や遺産に関する高等機関に向けた報告書を作成することに決めた。このことは、ポルトガル国内でのスキャンダルになり、サンデー・タイムズ、ニューヨーク・タイムズ、インターナショナル・ヘラルド・トリビューンなどの各紙で報じられたことで、国際世論も喚起した。
ユネスコのレポートでも、水力発電施設建設の是非については全会一致とはいかなかった。ユネスコの先史部門の責任者ジャン・クロットは、水位の上昇はむしろ蛮行から線刻を守ってくれるかもしれないとも主張していた。
この議論は考古学者や公論を納得させるには至らず、ポルトガル世論は建設に強い反対を示していた。1995年にアントニオ・グテヘス（António Guterres）首相のもとで、ポルトガルの国会と政府は建設中止を決断し、考古学的研究と一般の来訪に資する公園の設定を決めた。

### 岩絵
発見された岩絵は主にウマ、ウシ、ヤギなどの動物を表したもので成り立っている。ケブカサイ、バイソン、メガロケロス、トナカイ、ネコ科の動物のようなものや、人物画や抽象的な図像も存在する。
それらは、渓谷沿いの切り立った断崖に線刻画の技法を使って描かれている。それらの大きさはまちまちで、15 cm から180 cm まである。太線で描かれているものもあるが、多くは細く流麗な線で描かれている。これらの線刻画は、1995年時点の研究では、20000年前にまで遡ると算定されている。
この先史的岩絵遺跡の重要性は、その稀少さと広がりにある。先史時代の洞窟壁画は確かに多くある。しかし、青空のもとにある岩絵群は数が少ない。そして、その例としてはメキシコのマソウコ、フランスのフォルノル・オー、スペインのドミンゴ・ガルシアなどを挙げることができるが、そのいずれもコア渓谷遺跡の広がりに比肩するものではないのだ。
考古学者たちは、この場所が、先史時代の人類にとっての聖域のようなものであったと認識している。

### 立地
コア渓谷の遺跡は、現時点では、下流域の約17 km にわたって広がる16の岩絵遺跡群のグループから成り立っている。
1. Broeira
2. Canada do Inferno/Rego da Vide
3. Faia
4. Faia (Vale Afonsinho)
5. Vale das Namoradas
6. Vale de Moinhos
7. Vale de Figueira/Texiugo
8. Ribeira de Piscos/Quinta dos Poios
9. Meijapão
10. Fonte Frieira
11. Penascosa
12. Quinta da Ervamoira
13. Salto do Boi (Cardina)
14. Ribeirinha
15. Quinta do Fariseu
16. Quinta da Barca

## 登録基準
この世界遺産は世界遺産登録基準のうち、以下の条件を満たし、登録された（以下の基準は世界遺産センター公表の登録基準からの翻訳、引用である）。
- (1) 人類の創造的才能を表現する傑作。
- (3) 現存するまたは消滅した文化的伝統または文明の、唯一のまたは少なくとも稀な証拠。